# John Wilson (nhà soạn nhạc)
John Wilson (1595-1674) là nhà soạn nhạc, nghệ sĩ đàn luýt, nhà sự phạm người Anh.

## Tiểu sử
John Wilson đến Luân Đôn vào năm 1614, nơi ông trở thành người kế tiếp Robert Johnson trong vài trò một nhà soạn nhạc của King's Men. Wilson cũng làm việc cho King's Musick vào năm 1635 với vai trò là một nghệ sĩ đàn luýt. Ông nhận được sự đồng ý của D.Mus đến từ Oxford vào năm 1644. Ông trở thành một Giáo sư Âm nhạc Tự do từ năm 1656 đến năm 1661. Trải qua Cuộc khôi phục, Wilson đến Nhà thờ lớn Hoàng gia vào năm 1662.
John Wilson là một trong nhiều nghệ sĩ đến cung điện của Charles I của Anh, có thể kể thêm Ben Jonson, Inigo Jones, Anthony van Dyck, Henry Lawes và John Coprario. Phục vụ nhà vua vào năm 1649, ông cho thấy sự đồng tình Hoàng gia rõ ràng. trong Psalterium Carolinum, một tác phẩm chuyển thành thơ của Eikon Basilike do Thomas Stanley sáng tác, và bài thơ đề tăng Henry Lawes được xuất bản vào năm 1657. 

## Các tác phẩm
- Select Ayres (1652)
- Catch that catch can
- Pleasant Musical Companion (1667)
- [[Psalterium Carolinum, the devotions of His Sacred Majestie in his solitude and suffering, rendered in verse by T. Stanley, and set to musick for three voices and an organ or theorbo (1657)